# Peter Nicolai Arbo
Peter Nicolai Arbo (Skoger, 18 de junio de 1831-Christiania, 14 de octubre de 1892) fue un pintor noruego especializado en pintar motivos históricos de la mitología nórdica.

Sus obras más conocidas son Åsgårdsreien (1872) y Valkyrien (1865). También hizo dos cuadros muy parecidos de valkirias.

## Galería

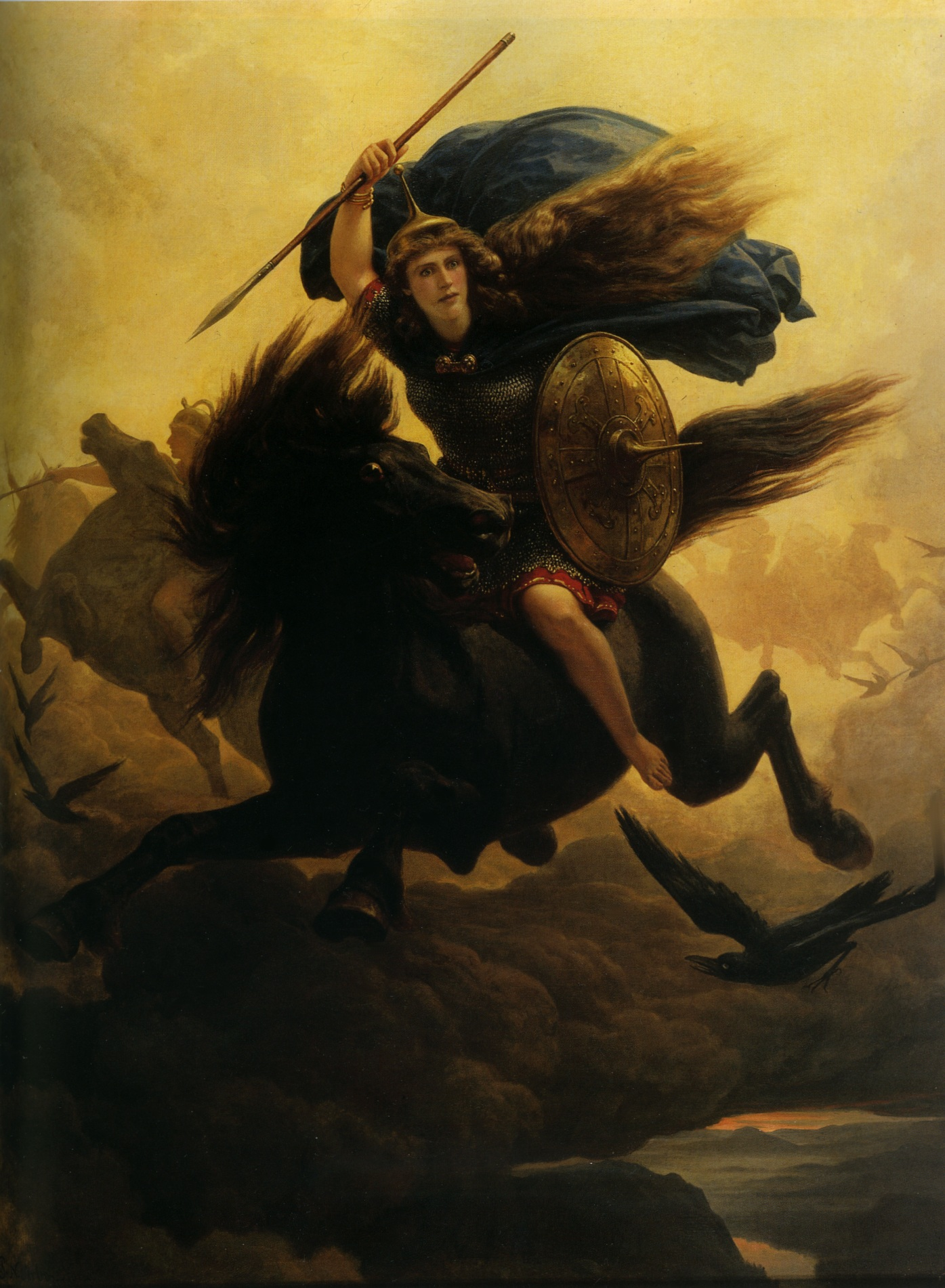
Valkyrie (Valkyrien), 1865
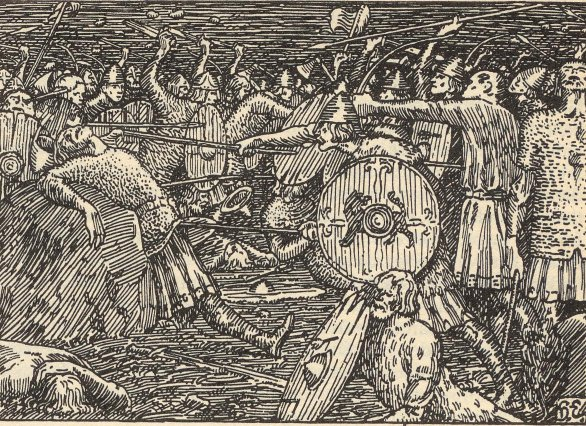
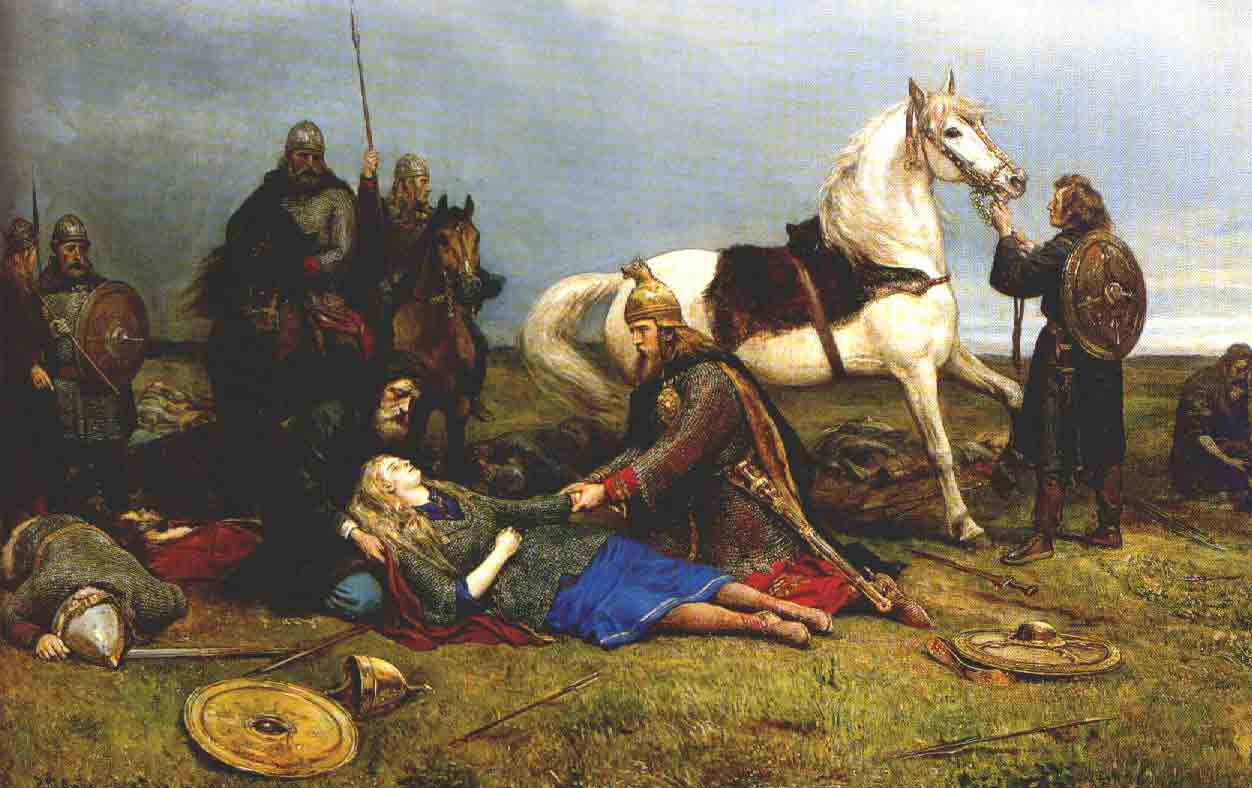
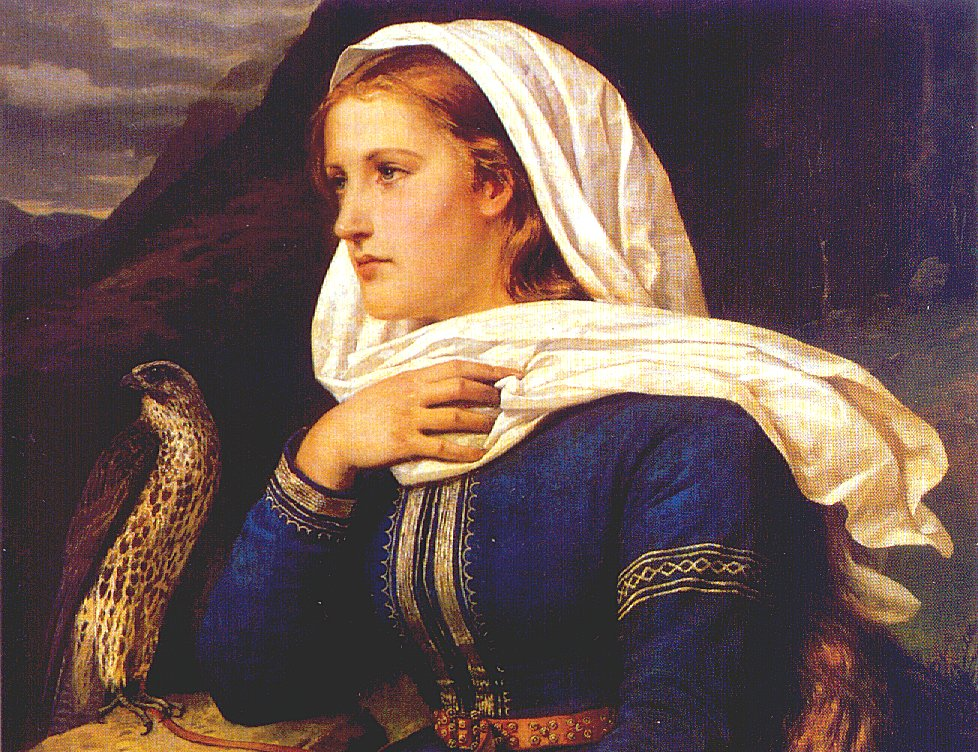
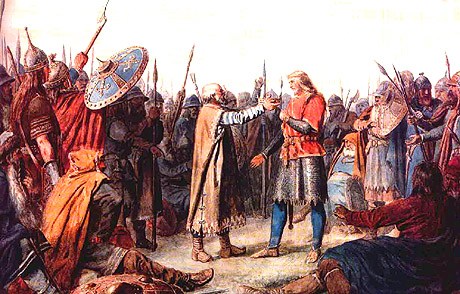
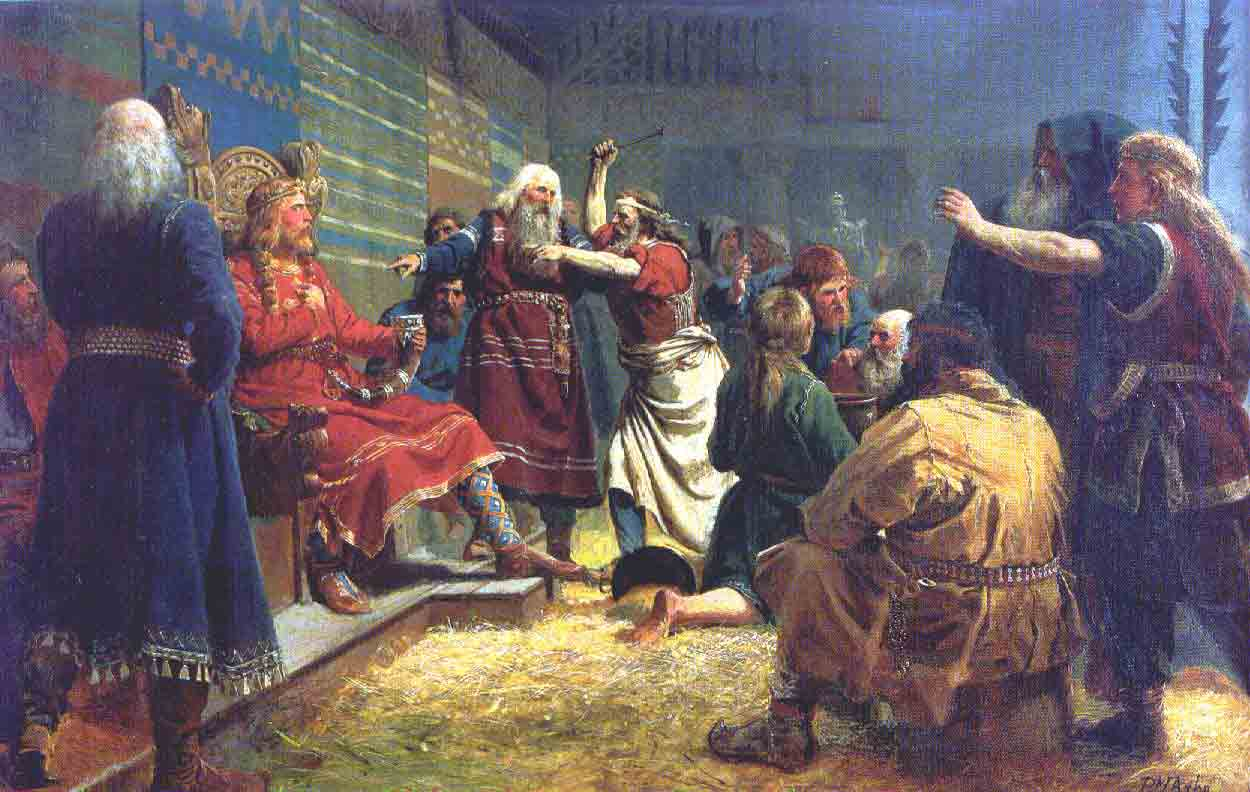
Håkon the Good (1860)
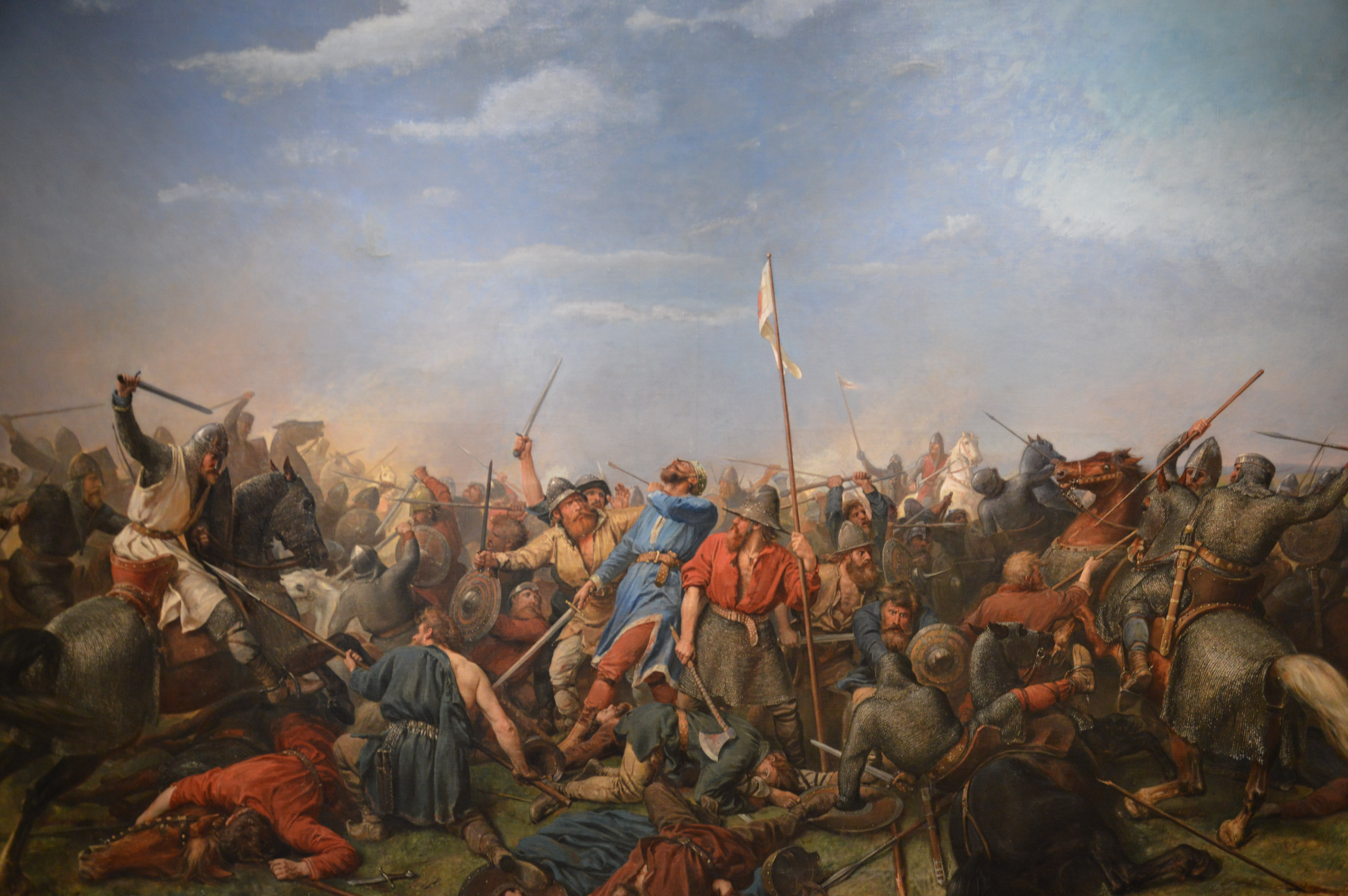
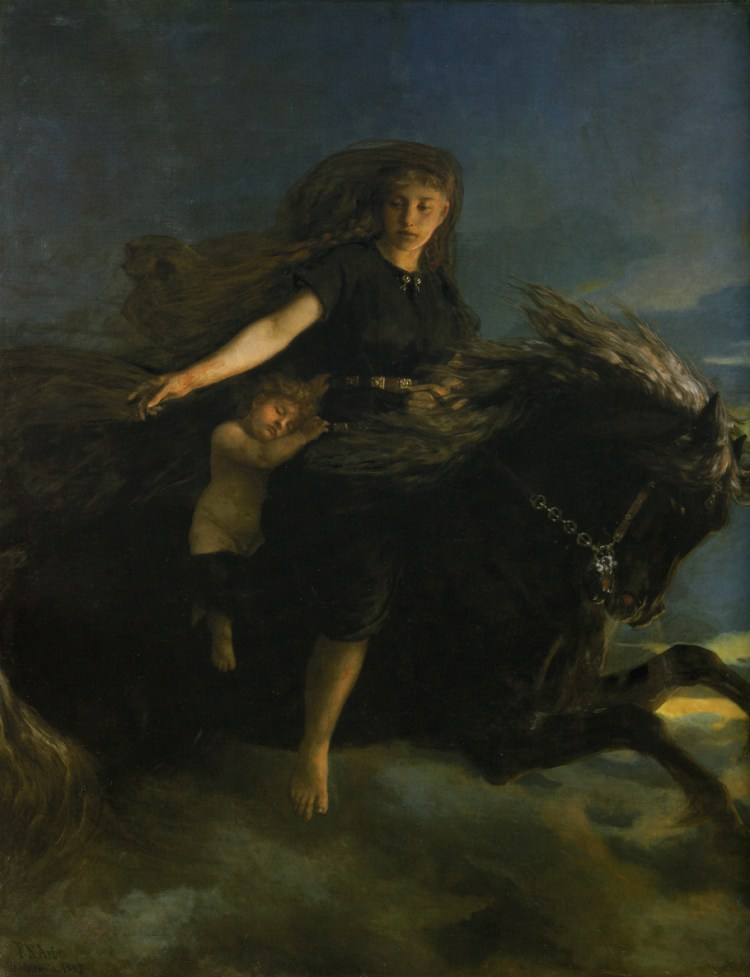
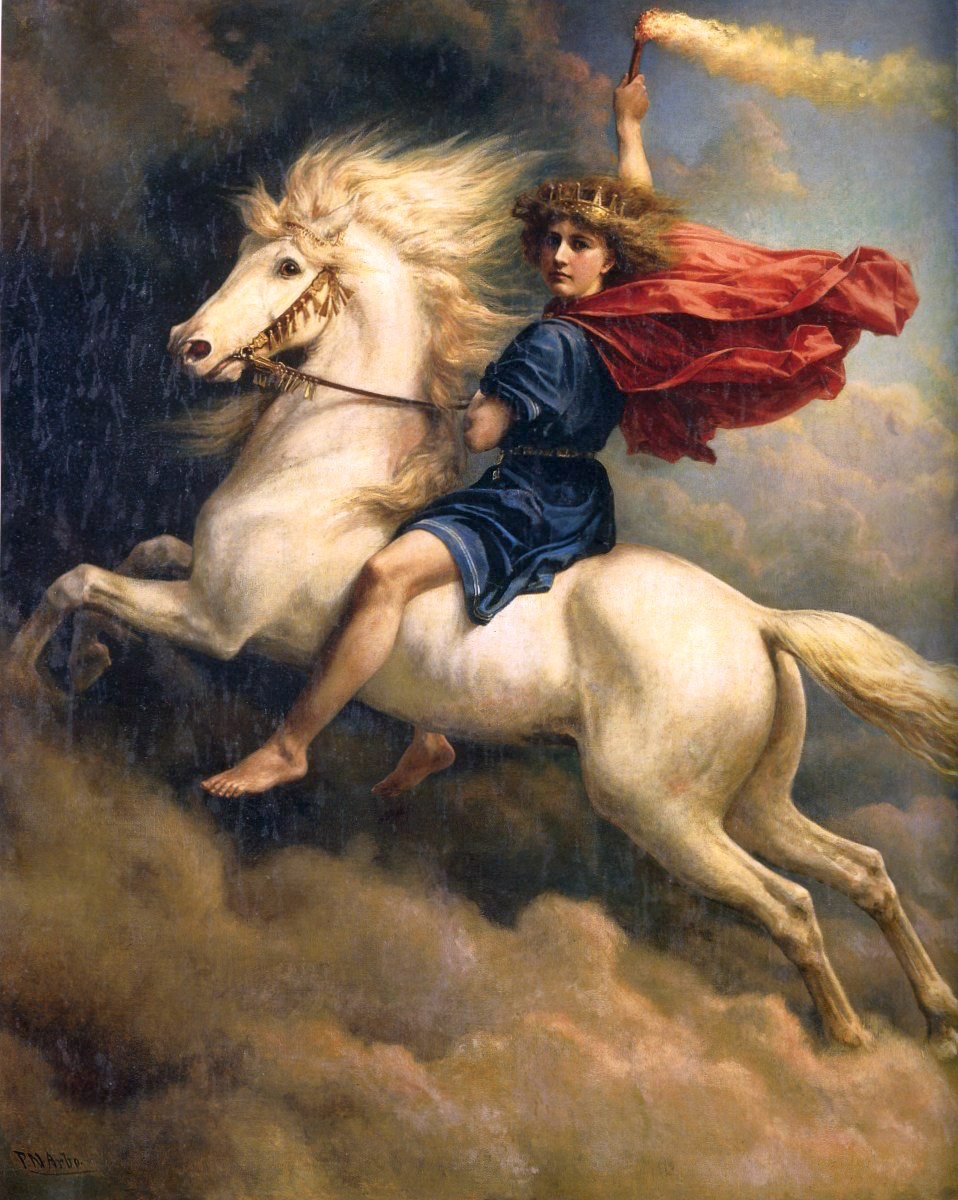